# Die Feuerzangenbowle
Die Feuerzangenbowle (Nederlandse titel: De Belhamel) is een Duitse filmkomedie uit 1944 onder regie van Helmut Weiss. Het scenario is gebaseerd op de gelijknamige roman uit 1933 van Heinrich Spoerl. De titel verwijst naar een Duitse variant van punch die vooral voor kerst wordt gedronken, de Feuerzangenbowle.

## Verhaal
De film wordt voorafgegaan door een aangepast citaat uit de roman: "Deze film is een lofzang op de school, maar het is mogelijk dat de school het niet merkt."
De raamvertelling van de film begint met de Bowlenrunde: vier oudere heren zitten met elkaar aan tafel, drinken van een Feuerzangenbowle en halen herinneringen op uit hun schooltijd. De succesvolle jonge schrijver dr. Johannes Pfeiffer, die zich iets later bij de stamtafel voegt, is jaloers op zijn vrienden vanwege het plezier dat ze tijdens hun schooltijd hadden. Hijzelf heeft dit plezier nooit mogen meemaken, omdat hij van een privé-leraar les heeft gekregen. Daarop sporen zijn vrienden hem aan om in te halen wat hij gemist heeft en zich te verkleden als scholier om voor een paar weken naar een echte school te gaan. De keuze valt op een gymnasium in het stadje Babenberg.
In de binnenvertelling gaat hij naar school als een leerling in de hoogste klas van de middelbare school onder de naam Hans Pfeiffer. Al snel is hij populair in zijn klas en haalt hij met zijn klasgenoten verschillende kwajongensstreken uit bij professor Crey (ook wel "Snor" genoemd) en professor Bömmel en bij rector Knauer (ook wel "Zeus" genoemd). Zijn extravagante vriendin Marion reist hem achterna en probeert hem over te halen om terug naar Berlijn te komen. In eerste instantie laat hij zich overhalen, maar op het laatste moment besluit hij toch op school te blijven en laat hij Marion alleen terugreizen. Hij is verliefd geworden op de 17-jarige Eva, de dochter van de rector, en toont haar zijn ware identiteit. Eva neemt dit echter niet serieus.
Doordat hij zich hierdoor gekwetst voelt, wil hij gaan uitlokken dat hij van school wordt gestuurd. Om te beginnen laat hij de hogere klas van de meidenschool voor gezamenlijk onderwijs naar het jongensgymnasium komen. Hij geeft, vermomd als professor Crey, scheikundeles (bij de echte professor Crey heeft Pfeiffer de wekker en de klok verzet, zodat Crey veel te laat naar school komt). Op diezelfde dag brengt de schoolinspecteur een bezoek aan de school om samen met andere leraren van de school te controleren of professor Crey geschikt is voor het beroep. Wanneer de leraren merken dat Pfeiffer les aan het geven is, smeekt rector Knauer hen om het spelletje mee te spelen. De schoolinspecteur is echter tot ieders verbazing tevreden met de manier van lesgeven die hij heeft gezien. Wanneer hij wil vertrekken, stormt de echte professor Crey naar binnen en komt tegenover Pfeiffer te staan. Kort voordat de schoolinspecteur vertrekt, adviseert hij de twee mannen om onder elkaar uit te maken wie nu de echte Crey is. Pfeiffer stopt met zijn vermomming en denkt dat hij voor deze actie van school wordt gestuurd, wat echter niet gebeurt. Daarop dreigt Pfeiffer ermee de dochter van de rector te ontvoeren, die daarop spontaan opspringt en naar hem toe rent. Omdat hij zijn diploma, doctoraatsbul, literatuurprijs en belastingaanslag kan laten zien, staat een relatie tussen hen beide uiteindelijk niets meer in de weg.
De film eindigt met de raamvertelling: Pfeiffer, weer als een volwassene, legt uit dat hij het vertelde verhaal verzonnen heeft. Alleen de scène met de Feuerzangenbowle was echt.

## Rolverdeling
| Acteur           | Personage                               |
| ---------------- | --------------------------------------- |
| Heinz Rühmann    | dr. Johannes Pfeiffer ("Hans Pfeiffer") |
| Karin Himboldt   | Eva Knauer                              |
| Hilde Sessak     | Marion                                  |
| Erich Ponto      | professor Crey ("Snor")                 |
| Paul Henckels    | professor Bömmel                        |
| Hans Leibelt     | rector Knauer ("Zeus")                  |
| Lutz Götz        | schoolmeester dr. Brett                 |
| Hans Richter     | Rosen                                   |
| Clemens Hasse    | Rudi Knebel                             |
| Hedwig Wangel    | huishoudster van Crey                   |
| Anneliese Würtz  | weduwe Windscheidt                      |
| Margarete Schön  | vrouw van rector Knauer                 |
| Max Gülstorff    | schoolinspecteur                        |
| Egon Vogel       | muziekleraar Fridolin                   |
| Rudi Schippel    | Luck                                    |
| Ewald Wenck      | opzichter Kliemke                       |
| Albert Florath   | lid van de Bowlenrunde                  |
| Karl Etlinger    | lid van de Bowlenrunde                  |
| Georg H. Schnell | lid van de Bowlenrunde                  |
| Georg Vogelsang  | lid van de Bowlenrunde                  |

## Achtergrond

### Scenario
De film is gebaseerd op het gelijknamige boek van Heinrich Spoerl en sluit nauw hierop aan. De dialogen zijn grotendeels identiek. Slechts een paar passages zijn weggelaten of enigszins gewijzigd. Als opmerkelijke concessie aan de nazi's werd van Spoerls schoolmeester dr. Brett een streng en snedig-scherp persoon gemaakt. Deze bewerking kwam niet van Spoerl zelf, die niet tevreden was met het bewerken van zijn scenario, maar waarschijnlijk van Rühmann. Al in 1934 werd een iets vrijere verfilming van de roman gepubliceerd onder de titel So ein Flegel. Hierin speelde Heinz Rühmann ook de hoofdrol, zelfs in een dubbele rol. Het scenario werd geschreven door Hans Reimann.

### Tijd
Die Feuerzangenbowle speelt zich af in een "goede oude tijd", die niet preciezer beschreven wordt, maar rond eind 19e eeuw/begin 20e eeuw te plaatsen is. Dit is te zien aan de scholierenpetten, die ten tijde van de opnames al een aantal jaren waren afgeschaft. De kleding van de personen lijkt overeen te komen met die van de tijd rond 1900. Ook het uniform van een politieagent met punthelm (Pickelhaube) spreekt voor deze datering, evenals het feit dat Pfeiffer in het begin van de film in een koets naar zijn vrienden wordt gebracht. Het element radium, dat Pfeiffer beweert te introduceren aan de leerlingen, werd ontdekt in 1898; de foto die in de directiekamer hangt, toont daarentegen de Duitse keizer Wilhelm I, die al in 1888 stierf.

### Opnames

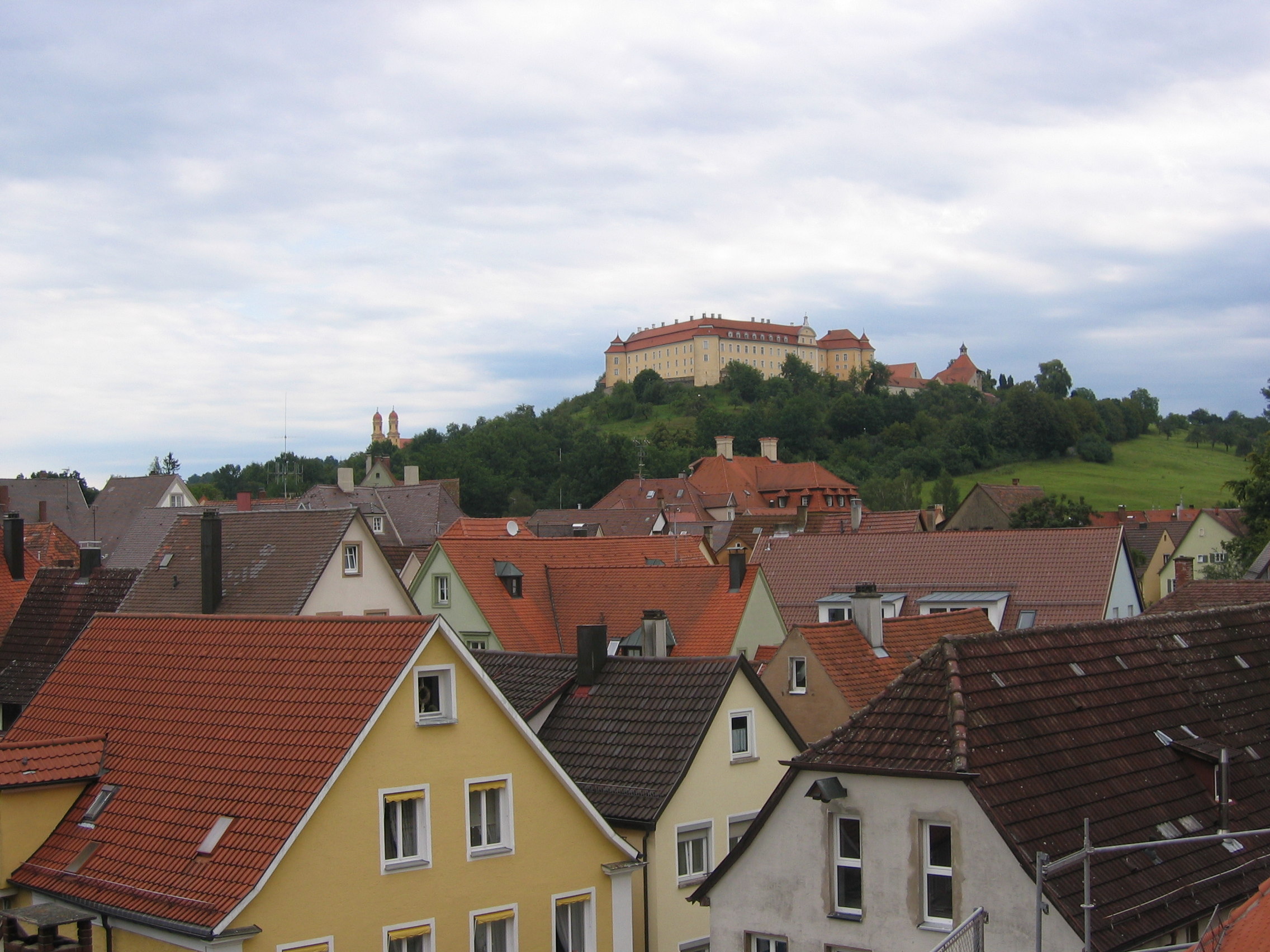
Het kasteel van Ellwangen (rechts) en de Schönenbergkerk (links) zijn in de film door een schoolraam te zien.

De film is geproduceerd door de Ufa-dochteronderneming Terra Film en opgenomen op 35mm-film in het oorspronkelijke formaat 1:1,18. Bij de bioscoopprojectie (24 beelden per seconde) heeft hij een lengte van 98:11 minuten, bij de tv-projectie (25 beelden per seconde) is hij 95:15 minuten lang. De opnames begonnen op 18 maart 1943 en duurden tot juni 1943. De opnames vonden grotendeels plaats op het terrein van de Ufa-studio's in Babelsberg. Het schoolgebouw in de film was een model dat moest lijken op het Rheingau-Gymnasium in de Berlijnse wijk Friedenau en het Goethe-Gymnasium in de Berlijnse wijk Wilmersdorf. Binnenopnames werden in de kamers van het toenmalige Peutinger-Gymnasium in Ellwangen geschoten. Het kuurpark in Bad Salzschlirf, het oude centrum van Schwäbisch Hall en het stadhuis van Potsdam-Babelsberg zijn ook in de film te zien.

### Release
In januari 1944 probeerde de Duitse rijksminister van Onderwijs Bernhard Rust een release te voorkomen met als reden dat de film het gezag van de school en de leraren in gevaar zou brengen, wat de lastige situatie door het lerarentekort vanwege de oorlog zou bemoeilijken. Rühmann reed vervolgens persoonlijk met een filmexemplaar voor twee dagen naar de Wolfsschanze, een van Adolf Hitlers hoofdkwartieren. Hitler keurde de film goed en gaf minister van Propaganda Joseph Goebbels de opdracht om de film voor release vrij te geven. De film ging drie dagen later op 28 januari 1944 in de Berlijnse Ufa-paleizen Königstadt en Tauentzien in première.
In Nederland ging de film op 7 april 1944 onder de naam De Belhamel in première.

## Televisie-uitzendingen
De eerste televisie-uitzending was op 28 december 1964 op de Oost-Duitse televisie. In de Bondsrepubliek Duitsland werd de film op 26 december 1969 op ZDF voor het eerst uitgezonden en bereikte een kijkcijfer van 53% (20 miljoen kijkers).

## Ontvangst
Het Lexikon des internationalen Films schreef: "Nog steeds vermakelijke verfilming van Heinrich Spoerls humoristische roman [...] Ondersteund door capabele collega-komieken laat Rühmann zich van zijn aimabelste komische kant zien."
Rob Roodenburgh van het filmtijdschrift Cinema & Theater oordeelde in april 1944: "De speelsche fantasie van Heinrich Spoerl [...] schiep de mogelijkheden tot dit universeele filmproduct, dat een prachtige caricatuur van de Duitsche school van veertig jaar geleden laat zien."